# 세션 구분 컨트롤러
세션 구분 컨트롤러(session border controller, SBC)는 VoIP(Voice over Internet Protocol) 네트워크에서 사용되는 일반적인 장치이다. 이는 (전화나 다른 미디어 통신의 셋업및 관리, 종료) 등의 신호 제어및 미디어 흐름제어에 영향을 미친다.
초창기 SBC는 두 서비스 공급 네트워크간의 경계에 집중하였지만, 이는 주거 또는 기업 고객에게 서비스를 제공하기 위한 서비스 제공 업체의 액세스 네트워크와 백본 네트워크 간의 중요한 배치를 포함하도록 확장되었다. (Load balancing)
- 세션(Session) - 두 당사자들간의 통신을 의미한다. telephony 의 Call 을 예로 들어보자. 각각의 Call 은 Control 을 위한 하나나 두개 이상의 signalling message 교환이 있고, 역시 하나나 두개 이상의 음성, 영상 교환 media stream 이나 call 분석과 품질을 위한 데이터 흐름이 존재한다. 이런 데이터 흐름이 세션을 형성한다. 이런 세션의 데이터 흐름의 변화에 영향을 미치는 것도 SBC의 역할이다.
- 구분(Border) - 네트워크의 한 부분과 다른 부분 사이의 구분 지점을 의미한다. 예를 들어 회사 네트워크의 가장자리에서 방화벽은 기업 내부의 로컬 네트워크를 나머지 인터넷 (회사 외부)과 구분한다. 더 복잡한 예는 부서마다 여러 종류의 데이터에 대한 보안 요구 사항이있는 대기업의 사례이다. 이 경우 필터링 라우터 또는 기타 네트워크 요소를 사용하여 데이터 스트림의 흐름을 제어한다. 이러한 Border에서 세션 데이터 흐름의 정책 관리자를 지원하는 것이 SBC의 역할이다.
- 컨트롤러(Controller) - SBC가 (네트워크의 한 부분과 다른 부분 사이의 경계를 가로 지르기 때문에) 세션을 구성하는 데이터 스트림에 미치는 영향을 나타낸다.  추가적으로 SBC는 종종 자신이 제어하는 Calls에 대한 측정, 액세스 제어 및 데이터 변환 기능을 제공한다.

## 같이 보기
- 방화벽 (네트워킹)
- IP 멀티미디어 서브시스템
- 세션 개시 프로토콜